# Arillus

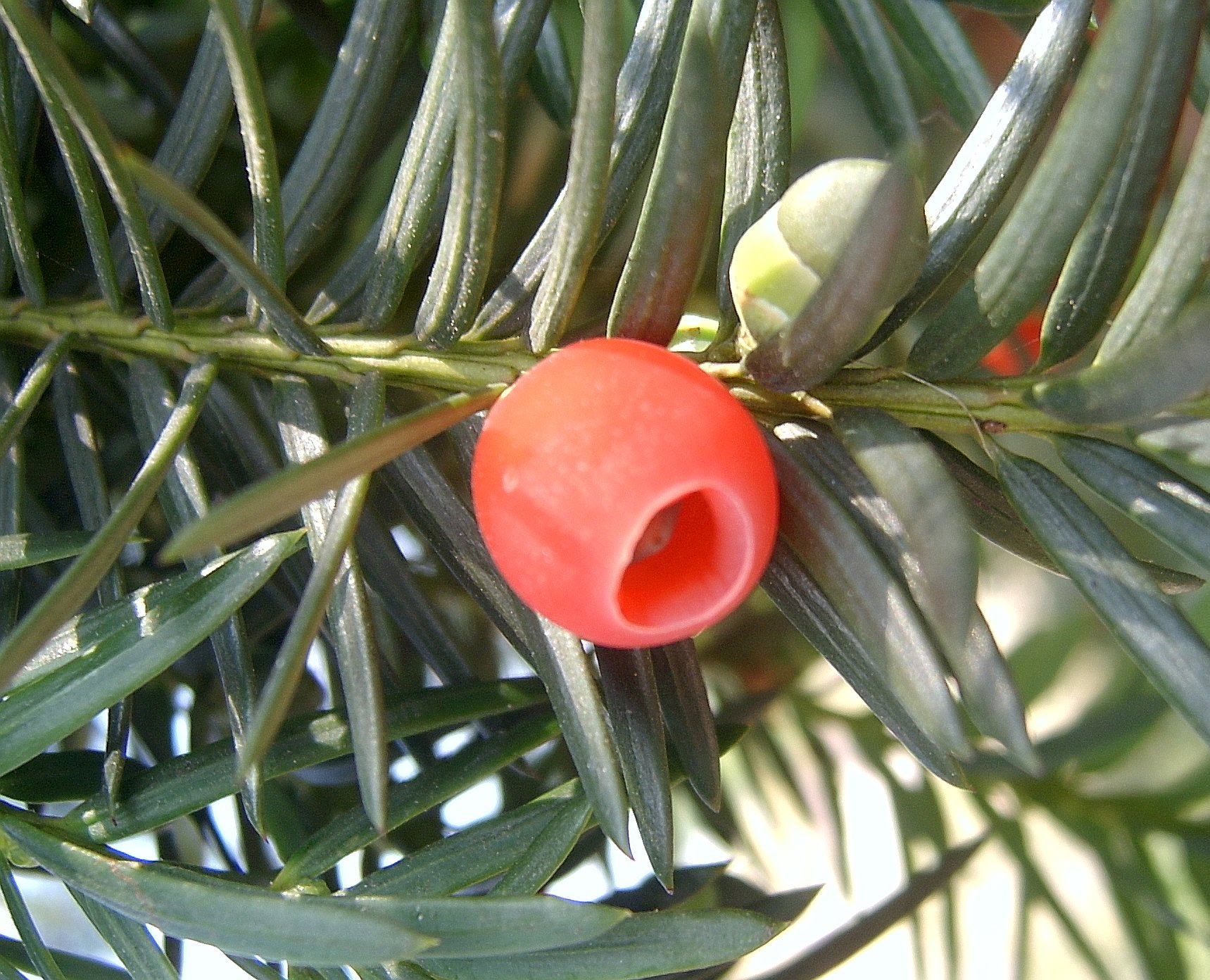
Arillus einer Eibe (Taxus baccata)

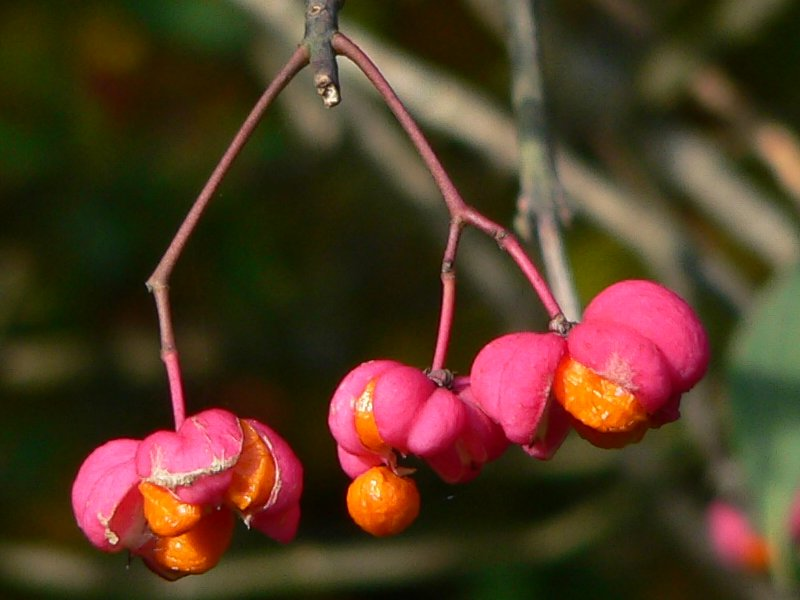
Gewöhnlicher Spindelstrauch, Pfaffenhütchen (Euonymus europaeus), aus den Früchten hängen Samen mit orangefarbenem Arillus.

Ein Arillus oder Samenmantel ist meistens eine fleischige, oft farbige Hülle, die einen Samen ganz oder teilweise umhüllt. Er entwickelt sich aus einem Ring um den Funiculus, den Stiel der Samenanlage. Ein farbiger Arillus dient meist der Anlockung von Tieren, die den Arillus samt Samen fressen und so der Ausbreitung (Zoochorie) dienen.
Ein falscher Samenmantel (Arillode) entwickelt sich ausgehend von anderen Teilen der Samenanlage als Elaiosom. Bei den Euphorbien ist der Bereich der Mikropyle, das Exostom, fleischig – diese Form wird Caruncula oder Exostomarillus genannt.
Möglich ist auch ein Pseudoarillus (Pseudaril), hier wird bei Steinfrüchten ein schwammiges Gewebe, ausgehend vom Mesokarp, um den Steinkern gebildet. Bei manchen Arten wird der Arillus auch als Rest einer Sarkotesta gedeutet.  

## Beispiele
Arillusbildung kommt bei einigen Familien der Nadelholzgewächse (Pinophyta) vor: Eibengewächsen (Taxaceae), Steineibengewächse (Podocarpaceae) und Kopfeibengewächse (Cephalotaxaceae). Bei den Eiben (Taxus) ist der Arillus der einzige für Menschen ungiftige Teil, er enthält kein Taxin. Auch beim Meerträubel (Ephedra) gibt es einen Arillus.
Bei den bedecktsamigen Pflanzen kommen Arillusbildungen vereinzelt vor und können unterschiedlich ausgeprägt sein. Beispiele sind: 
- Bei den Spindelsträuchern (Euonymus) schließt der Arillus den Samen vollständig ein.
- Bei der Muskatnuss (Myristica fragrans) wird der Arillus Macis oder „Muskatblüte“ genannt und ist zerschlitzt.
- Bei den Seerosen (Nymphaea) ist der Arillus als lufthaltiger Sack ausgebildet und dient als Schwimmblase.
- Beim als Obst verzehrten weißlichen Fruchtfleisch von Litchi, Mangostane, Longan und dem gelblichen Fruchtfleisch der Durian handelt es sich um Arilli.

Bei wenigen Arten wie z. B. bei den Monimia in der Familie Monimiaceae und Siparuna aus der Familie der Siparunaceae wird eine arillusähnliche Struktur auf den Fruchtblättern gebildet und nicht an dem Samen. Diese Ausbildungen werden auch als carpellary aril, stylar aril oder superaril bezeichnet.